# Тайванський чай

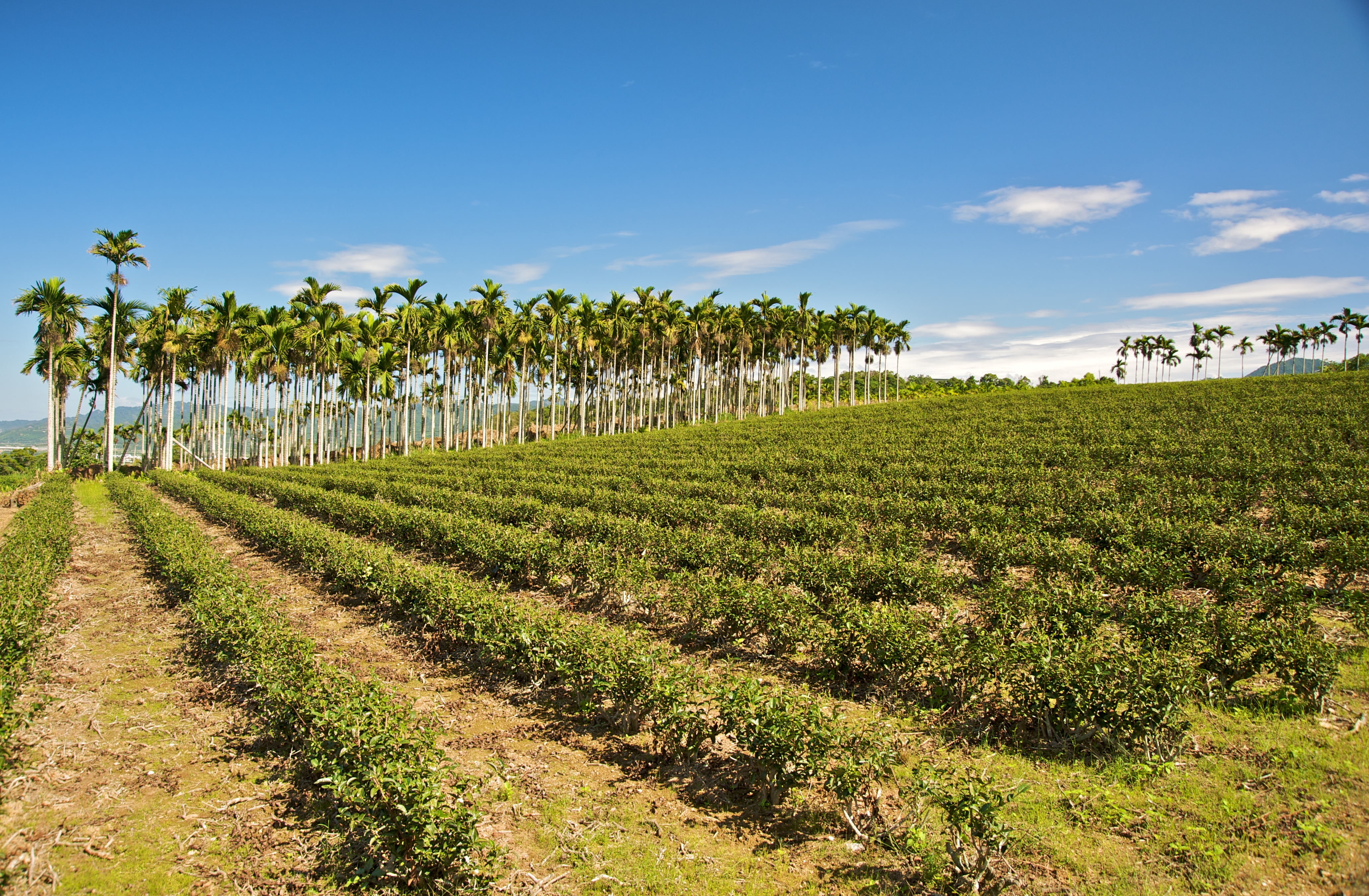
Чайна плантація у селищі, повіт Хуалянь

На Тайвані вирощують чотири основні види чаю: улун, чорний, зелений і білий. Перша документальна згадка про чайні дерева на Тайвані датується 1717 роком і пов'язана з місцевістю Шуй Ша Лян (水沙連), сучасні Ючі та Пулі у повіті Наньтоу. Деякі сорти чаю досі називають за старою назвою острова — Формоза. Улуни, вирощені на Тайвані, складають близько 20 % світового виробництва.

### Види тайванського чаю

#### Улун[1]
- Улун Донг Дінг (Тонг Дінг): Вирощений в луговому регіоні Наньтоу, улун Дун Дін, названий на честь гори Дун Дін, став традиційним фаворитом. Відомий своїм помірним рівнем окислення, цей улун створює ідеальний баланс між яскравою свіжістю зеленого чаю і глибокими тонами чорного. Смаковий профіль включає квіткові нотки, кремову текстуру і довгий, солодкий післясмак.
- Алішаньський улун: Вирощений в гірському масиві Алішань, цей улун характеризується легким окисленням, яскравими квітковими нотами і ніжним вершковим смаком. Велика висота над рівнем моря і прохолодний туманний клімат сприяють формуванню його хрусткого смаку і тонкого аромату.
- Східна красуня (Донг Фан Мей Рен / Бай Хао): Унікальність цього чаю полягає в участі чайних ящірок в процесі виробництва. Погризання комах стимулює рослину виділяти більше ароматичних сполук, в результаті чого виходить сильно окислений улун з фруктовою, медовою солодкістю і насиченим бурштиновим відтінком.
- Лі Шань (Грушева гора) улун: Лі Шань Улун — один з найбільш високогірних чаїв Тайваню. Велика висота над рівнем моря і прохолодний клімат уповільнюють ріст чайного листя, що призводить до більш концентрованого смаку. Цей чай відомий своїм свіжим ароматом орхідеї та солодким, освіжальним смаком.
- Шань Лінь Сі Улун: Цей високогірний чай, вирощений в районі Шань Лін Сі в центральній частині Тайваню, славиться своїм м'яким, насиченим смаком, що включає квіткові нотки й відтінок вершковості. Ідеальний вибір для тих, хто цінує більш міцні улуни.
- Високогірний (Гао Шань) улун: Це позначення відноситься до улунів, вирощених на висоті понад 1 000 метрів. Серед них сорти з Алішань, Лі Шань і Шань Лін Сі, які цінуються за чіткий, чистий смак і ароматні квіткові нотки.
- Да Юй Лінг Улун: Вважається одним з найвищих і найрідкісніших високогірних чаїв Тайваню, Да Юй Лін Улун вирощують на висоті понад 2 500 метрів. Цей чай вражає своїм яскравим смаковим профілем, квітковими й фруктовими нотами, м'яким смаком і довгим солодким післясмаком.

#### Чорний чай
- Чорний нефритовий чай TTES #18 від Тайванської чайної експериментальної станції, виведений у 1990-х роках, є відомим гібридом між Camellia sinensis v. assamica та місцевою Camellia sinensis formosensis. Кажуть, що цей популярний чай має відтінки меду, кориці та м'яти. Природна солодкість чаю походить від його зв'язку з комахами. Місцевий вид листовійки (Jacobiasca formosana) відкладає яйця і кусає чайну рослину протягом усього вегетаційного періоду, що спонукає рослину виробляти дві речовини — монотерпеновий діол і хотрієнол. Цей захисний механізм, разом з яйцями листокрутки, призводить до унікального смаку цього тайванського чорного чаю.
- Червоний чай. Дослівний переклад чорного чаю з мандаринської мови — «червоний чай», і дійсно, чорний чай з Тайваню зазвичай має більше червоних і помаранчевих відтінків, ніж чорних. Більшість цих сортів набагато легші, ніж ті, що поширені на Заході. Один з найвідоміших варіантів — Тайча № 18 з озера Санг Мун, також відомий як Хуньюй. При правильному заварюванні він набуває відтінку заходу сонця і має нотки кориці та м'яти. Смак менш гострий і менш виражений. Невиразний характер Тайча № 18 погано поєднується з молоком, оскільки навіть ніжне молоко може приглушити смак чаю. Швидше за все, ви віддасте перевагу споживати молоко з невеликою кількістю чаю, а не навпаки. Ще один популярний варіант — медовий чорний чай (misiang hongcha). Як випливає з назви, він має більш фруктовий смак з відтінком меду. Він міцніший, ніж Тайча № 18, і краще смакує з молоком і, за потреби, цукром.[2]

#### Зелений чай
- Зелений чай Санья Білуочунь, вирощений в регіоні Санься, славиться ніжним, спірально скрученим листям і свіжим трав'янистим смаком з відтінком квіткових нот.
- Лунцзин. Хоча цей сорт має китайське походження, тайванський лонгцзин вирізняється власним характером. Він має легший смак і тонкий аромат, ідеально підходить для тих, хто віддає перевагу менш терпкому зеленому чаю.

#### Білий чай
- Тайванська Срібна Голка. Це винятковий білий чай з Тайваню, що відрізняється ніжним і м'яким смаком. Він виготовляється тільки з нерозкритих бруньок чайної рослини, що забезпечує легкий, свіжий смак і солодкі квіткові нотки.
- Чай Пушонг, також відомий як Пау-жун або Бао-жун, — це злегка окислений чай, що знаходиться між зеленим і улунами. Він відомий своїм тонким квітковим ароматом і м'якшим смаком у порівнянні з сильно окисленими улунами. Традиційно виробляється в регіоні Веньшань, Пушонг пропонує м'яке знайомство зі світом тайванських чаїв.

### Чайна культура Тайваню
- Гунфуцзі: Традиційний метод заварювання чаю, відомий як «гунфуцзі», забезпечує найповніше розкриття смаків тайванських чаїв. Цей ритуал вимагає вдумливості та уваги до деталей.
- Чайні ритуали: Тайванська чайна церемонія — це обряд, який відзначається естетикою і специфікою. Він відображає глибоке коріння традиційного чайного мистецтва.
- Чайні фестивалі: Тайвань організовує чайні фестивалі, де можна не тільки скуштувати різні сорти чаю, а й поглибити свої знання про його виробництво та історію.

### Тайванська чайна промисловість
Тайвань продовжує залишатися лідером у світовій чайній індустрії, підтримуючи високі стандарти якості та виводячи нові сорти. Велика кількість чайних ферм, які дотримуються екологічних стандартів, сприяють збереженню природи й процвітанню чайної культури на цьому прекрасному острові.
Тайванські чаї відображають традиції та гостинність країни, створюючи неперевершену чайну подорож для справжніх любителів чаю з усього світу. Безсумнівно, Тайвань продовжує дивувати світ своєю різноманітністю і витонченістю чайного мистецтва.